# Alcoholato
Los alcoholatos son sustancias líquidas que resultan de la destilación del alcohol sobre una o muchas sustancias. Se han llegado a usar como medicamentos. 
Se dividen en simples y compuestos y entre estos conviene distinguir los que contienen una sal amoniacal de los que no la contienen.
Los alcoholatos se preparan con sustancias frescas o secas pero en general es útil dejarlas macerar por algún tiempo antes de proceder a la destilación que debe siempre hacerse en baño maría. También es necesario muchas veces cohobar el producto con nuevas sustancias con el fin de obtenerlo más saturado de aceite volátil o de aroma y otras, solo rectificarlo para obtenerlo de un sabor más delicado y suave. El producto cohobado se vuelve lechoso cuando se mezcla con agua porque esta precipita el aceite volátil; pero el producto rectificado permanece casi trasparente porque la mayor parte del aceite se queda en el vaso destilatorio. La fuerza del alcohol que se emplea varía desde 56 a 90°.

## Ejemplos

### Alcoholatos simples
- Alcoholato de ajenjos
- Alcoholato de anís
- Alcoholato de canela
- Alcoholato de cidra
- Alcoholato de berros de para
- Alcoholato de sangüesas
- Alcoholato de enebro
- Alcoholato de espliego
- Alcoholato de pelitre
- Alcoholato de rosas

### Alcoholatos compuestos
- Alcoholato de enula campana compuesto
- Alcoholato aromático de silvio
- Alcoholato de cidras compuesto
- Alcoholato de coclearia y de berros compuesto
- Alcoholato de melisa compuesto
- Alcoholato de trementina compuesto